# Felix Altenburg
Felix Altenburg (* 15. Januar 1889 in Königsberg; † 26. Juni 1970 in Bad Heilbrunn) war ein deutscher Diplomat, eingesetzt in China, Wien und der Ostasien-Abteilung im Auswärtigen Amt.

## Berufliche Entwicklung
Felix Altenburg kam als Sohn des Reichsbankdirektors Oskar Altenburg und dessen Ehefrau Wanda, geborene Suneck im ostpreußischen Königsberg zur Welt. Seinen Schulbesuch beendete er im März 1906 mit dem Abitur. Im gleichen Jahr begann er ein Studium der Rechts- und Staatswissenschaften, das er an den Universitäten in Lausanne, Göttingen, Berlin und seiner Heimatstadt absolvierte. Die erste juristische Staatsprüfung legte er im Oktober 1909 ab und war ab da im preußischen Justizdienst als Referendar eingesetzt. Nur zwei Jahre später legte er seine Promotionsarbeit zu Publizitätsfragen beim Handelsregister vor und wurde daraufhin im März 1911 zum Dr. jur. promoviert. Mit Beginn des Ersten Weltkrieges legte er im August das Assessorenexamen ab. Nur zwei Monate später wurde Altenburg zum Militär eingezogen und verblieb dort bis März 1918 im Kriegseinsatz. Entlassen wurde er als Leutnant der Reserve.

### Im Auswärtigen Dienst
Wieder im zivilen Leben angekommen, erhielt er im April 1918 die Einberufung zum Auswärtigen Dienst. Nach einer kurzen Einarbeitung in der Abteilung III (Recht) beschäftigte er sich in dem dort angesiedelten Referat mit Fragen des Seekriegsrechtes unter den Bedingungen des Versailler Vertrages. Von dort erfolgte im März 1919 sein erster Auslandseinsatz. Dieser führte Felix Altenburg an die deutsche Botschaft in Wien, wo er im Januar 1920 zum Legationssekretär ernannt wurde. Mehrfach wurde er von dort zu kommissarischer Beschäftigung nach Berlin zurückgeholt, die er ab September in der Abteilung II (Westeuropa) leistete. Zuerst eingesetzt im Referat Frankreich, später herangezogen zu Fragen der Reparationen, wurde er ab Sommer 1921 an der deutschen Botschaft in Peking mit der Wahrnehmung der Geschäfte des Gesandtschaftsrates betraut. Dazu führte er die Amtsbezeichnung eines Gesandtschaftsrates. In der chinesischen Hauptstadt verblieb er bis Frühjahr 1925 und wurde von dort zeitweilig zur kommissarischen Leitung des deutschen Konsulates in Hongkong abgestellt. Mit diesem Aufgabenbereich war er zugleich für das Generalkonsulat in Canton zuständig. Dort übernahm er dann im Mai 1925 die Geschäfte für den Zeitraum von sechs Monaten vollständig.
Anfang 1926 kehrte Felix Altenburg nach Berlin zurück und erhielt in der Zentrale eine Verwendung in der Abteilung VI (Osteuropa, Skandinavien, Ostasien). Auf Grund seiner praktischen Erfahrungen, gesammelt im chinesischen Raum, gehörte er zuerst dem Referat Ostasiatische Wirtschaftsangelegenheiten an, wechselte dann zum Referat 6 (Südostasien) und war dann zuletzt im Referat 4 (China) eingesetzt. Hier erhielt er im März 1928 die Ernennung zum Legationsrat. Drei Jahre später, im Oktober 1931 wurde er Legationsrat I. Klasse. Die Ereignisse der Machtübernahme durch Adolf Hitler als Reichskanzler 1933 und auch die anschließend begonnenen „Säuberungen“ in den öffentlichen Verwaltungen erlebte Altenburg in Berlin. Anscheinend blieb er von den weiteren, politisch geprägten Strukturveränderungen unbeschadet und erhielt Anfang 1934 erneut einen Auslandsauftrag.
Dieser führte Felix Altenburg erneut nach China. Ab Sommer 1934 übernahm er am Generalkonsulat Guangzhou (廣州) – Canton die Leitung und war damit zugleich für das Konsulat in Macau zuständig. Nur ein Jahr in diesem Aufgabenbereich wurde er im März 1935 Mitglied der NSDAP (Mitgliedsnummer 3.604.799). Bis Mai 1939 führte er das Generalkonsulat und wechselte von dort an die deutsche Botschaft in China. Diese befand sich zu diesem Zeitpunkt in Shanghai. Da in den Jahren während des japanisch-chinesischen Krieges, vor allem wegen des Konfliktes, Deutschlands in bündnispolitischen Fragen, die diplomatische Vertretung nicht mit einem Botschafter besetzt hatte, war Altenburg als Botschaftsrat zeitweilig der Geschäftsträger dieser Institution. Zum Herbst 1940 wechselte die deutsche Botschaft von Shanghai nach Peking. Erst 1942 entsandte das „Dritte Reich“ Heinrich Georg Stahmer (1892–1978), der wegen dieser Konfliktsituation ab Januar 1942 als Botschafter z.b.V. sowohl für Japan als auch China zuständig gemacht wurde. Damit war er zugleich der Vorgesetzte von Altenburg. Die Leitung der Dienststelle in Peking hatte Altenburg bis Anfang Mai 1945 inne.

### Nachkriegszeit
Mit der deutschen Kapitulation und der Zerschlagung des nationalsozialistischen Staates im Mai 1945 war Felix Altenburg Leiter des „Deutschen Amtes“ in Peking geworden. Das war de facto eine Missachtung der von Deutschland mitunterzeichneten Kapitulation. Mit der Besetzung des Botschaftsgeländes durch US-amerikanische Truppen im Oktober 1945 wurde nunmehr auch Altenburg dieses Amtes enthoben und lebte nun als Privatmann in Peking. Im August 1946 wurde Altenburg in Shanghai in amerikanische Haft genommen. Während dieser Zeit erhob die Besatzungsmacht eine Anklage gegen ihn wegen der Verletzung der Kapitulationsbedingungen. Das Verfahren gegen ihn fand dann im Januar 1947 statt, wo er von dem zuständigen Militärgericht zu einer Haftstrafe von 8 Jahren verurteilt wurde. Nur einen Monat nach der Urteilsverkündung erfolgte im Februar 1947 seine Überführung nach Deutschland. Hier verbüßte er die weitere Haftzeit im Gefängnis Landsberg am Lech. Hier hatte die United States Army ab dem 1. Januar 1947 im Gebäude der Justizvollzugsanstalt Landsberg das War Criminal Prison No. 1 (deutsch Kriegsverbrechergefängnis Nr. 1) eingerichtet. In dieser Haftanstalt verblieb Altenburg bis Sommer 1950 und wurde dann mit diesem Zeitpunkt vorzeitig entlassen.

### In der Bundesrepublik
Mitte 1953 wurde Felix Altenburg in den neu eingerichteten Auswärtigen Dienst der Bundesrepublik Deutschland (BRD) einberufen. Er erhielt einen Dienstvertrag als Angestellter und kam ab August 1953 als Referent zum Einsatz. In der Abteilung I (Personal und Verwaltung) wurde er im Referat L. für die Einrichtung von Wahlkonsulaten verantwortlich gemacht. Ab 1955 wechselte er in den Höheren Dienst und war ab da im Referat 101 für die Wahlkonsuln zuständig. Im September 1960 wurde das Dienstverhältnis mit ihm beendet und er trat in den Ruhestand.

## Persönliches
Felix Altenburg hatte 1934 die chinesische Staatsbürgerin Elsa Steffan geheiratet. Seine zweite Lebenspartnerin war ab 1946 Lucy Pao-Hua Yang. Aus dieser Ehe ging ihre Tochter Viola (* 1952) hervor.
Am 26. Juli 1970 verstarb Felix Altenburg in Bad Heilbrunn.

## Publikation
- Das Publizitätsprinzip des Handelsregisters, Dissertation an der Albertus-Universität Königsberg, Hartensche Buchdruckerei Königsberg i.Pr. 1911